# Rudolf Jelínek (herec)
Rudolf Jelínek (27. února 1935 Kutná Hora – 10. srpna 2024 Česká Lípa) byl český herec.

## Život
Narodil se jako nejstarší z pěti dětí, otec byl obchodníkem se smíšeným zbožím, vystudoval reálné gymnázium. Po absolutoriu DAMU v roce 1957 (obor herectví) nastoupil své první angažmá v Beskydském divadle v Novém Jičíně, poté působil v Divadle F. X. Šaldy v Liberci. V Praze hrál nejprve v Divadle S. K. Neumanna (nynější Divadlo pod Palmovkou), v letech 1966–1972 v Divadle za branou Otomara Krejči. Od roku 1973 až do roku 2004 byl členem činohry Divadla na Vinohradech. Poté přešel do Divadla A. Dvořáka v Příbrami. Působil též v rozhlase a dabingu a za svoje celoživotní mistrovství získal v roce 2020 Cenu Františka Filipovského.

### Rodinný život
První manželkou byla herečka Jarmila Hlavatá (1936–2000), se kterou měl dvě děti. Jeho druhou manželkou byla dostihová trenérka a žokejka Martina Růžičková-Jelínková.

## Filmografie
V letech 1955 až 2016 hrál ve více než 150 filmech, televizních filmech, televizních seriálech a televizních inscenacích, zúčastnil se dabingu více než 60 filmů a televizních seriálů.
Mezi jeho známější filmové role patří např. Ota Josíf ve filmu Štěňata (1957), jezdec Tomáš Bouček ve filmu Smrt v sedle (1958), astronaut Toník ve filmu Karla Zemana Baron Prášil (1961), Jan Kubiš ve filmu Atentát (1964), role policistů v několika českých kriminálních filmech a major Jiří Hradec v seriálu 30 případů majora Zemana (1974–1979) a v samostatném filmu (sestříhaném ze dvou dílů 30 případů majora Zemana), Rukojmí v Bella Vista (1980). Ztvárnil také hlavní zápornou roli nájemného vraha "pana Bartáka" ve filmu Mravenci nesou smrt z roku 1985.

## Divadelní role, výběr
- 1977: George S. Kaufman, Moss Hart: Přišel na večeři, Westcott, Vinohradské divadlo, režie Stanislav Remunda
- 1985: Alexej Dudarev: Nebyl čas na lásku, Buštěc, Divadlo na Vinohradech, režie Jiří Dalík
- 1997: M. J. Lermontov: Maškaráda, Pán domu, bankéř, Divadlo na Vinohradech, režie Vladimír Strnisko j. h.

## Rozhlas
- 1967 Peter Karvašː Sedm svědků. Roleː mladší vyšetřující, režieː Jiří Horčička

## Ocenění
V r. 2015 byl Rudolf Jelínek jmenován čestným občanem Kutné Hory.